# Brad Little (attore)
Brad Little (1964) è un attore e cantante statunitense, noto soprattutto come interprete di musical teatrali.

## Biografia
Dopo aver preso parte ad alcune produzioni a livello amatoriale (per una delle quali vinse anche un Barrymore Award for Best Actor in a Musical), Little debutta nel 1988 nel tour degli Stati Uniti del musical di Cole Porter Anything Goes, nel ruolo di Billy Crocker. L'anno successivo ricopre il ruolo di Perchik nella produzione di Broadway e nel tour di Fiddler on the Roof; Nel 1997 è il Capitano De Castel Jaloux in Cyrano the Musical.
Nel 1994, Little si unisce al cast della produzione di Broadway del musical di Andrew Lloyd Webber The Phantom of the Opera, nel ruolo di Raoul de Chagny. Nel 1996 entra nella produzione in tour del musical, questa volta nelle vesti del Fantasma dell’Opera; Little ha ricoperto questo ruolo per un totale di 2175 performance. Ha pubblicato un suo album, intitolato: Brad Little Unmasked.
Little è stato sposato con Barbara McCulloh dal 1992 al 2013 e vive a Bristol, Pennsylvania. 

## Teatro
- Anything Goes
- Fiddler on the Roof
- Cyrano the Musical
- The Phantom of the Opera
- Jekyll and Hyde
- Evita
- Les Misérables
- Jesus Christ Superstar
- West Side Story
- 1776
- Oklahoma
- Damn Yankees
- The Sound of Music

## Discografia
- Brad Little Unmasked
- Live in Korea